# Seznam planet Duny
Seznam planet Duny zahrnuje přehled fiktivních planet, které se vyskytují v románové sci-fi sérii Duna. Román Duna a jeho pět pokračování vytvořil americký spisovatel Frank Herbert. Po jeho smrti v r. 1986 pokračuje v díle syn Brian Herbert ve spolupráci s Kevinem J. Andersonem. Společně napsali dvě další pokračování série Duna a dále dvě trilogie, které svým dějem předcházejí prvnímu dílu.

## Významné planety
- Anbus IV - planeta s hlavním městem Darits. Před Služebnickým džihádem ji Tleilaxané používali jako zdroj lidí na prodej orgánů. V době džihádu se pak jedná o jednu z nezávislých planet s malým počtem zenšíitských obyvatel, o kterou vedou Synchronizované světy tvrdé boje s Ligou vznešených.
- Arrakis - nazývaná Duna, později známa jako Rakis, 3. planeta soutavy Canopus. Pouštní planeta s minimálním množstvím povrchové vody, na níž se jako na jediném místě ve vesmíru nachází melanž, koření prodlužující lidský život a poskytující mimořádné psychické schopnosti. V pátém díle Kacíři Duny byla poničena útokem Ctěných matre a stala se neobyvatelnou. V posledním díle Píseční červi Duny se ukáže, že píseční červi přežili zničující útok zahrabaní v hlubokém písku a na Arrakis se vrací pouštní život.
- Bela Teguese - 5. planeta soustavy Kuentsing.
- Buzell - ledová planeta, známá produkcí drahokamů „súkamenů“. Sesterstvu Bene Gesserit slouží jako vězeňská planeta. Později sem Tleilaxan Waff umístil své zmutované písečné červy, kteří dokázali prosperovat v mořské vodě a začali produkovat speciální zesílený druh melanže, nazývaný „ultrakoření“.
- Caladan - 3. planeta soustavy Delta Pavonis, planeta zemského typu se značným podílem moří, patřící (v době románu Duna už po dvacet generací) rodu Atreidů. Obyvatelé se věnují především rybářství a pěstování rýže pundi, zároveň se zde vyrábějí jedna z nejlepších vín v Impériu. Po událostech Duny byla věnována Gurney Halleckovi jako léno. Později byla nazývána pouze Dan a stala se celkem bezvýznamnou planetou Impéria.
- Corrin - planeta soustavy Sigma Draconis. V době Služebnického džihádu byla centrem Synchronizovaných světů, ovládaných myslícími stroji. Po bitvě o Corrin, v níž byly myslící stroje poraženy, přijal Faykán Služebník příjmení Corrino, pod nímž pak vládli imperátoři trůnu Zlatého lva až do dob Paula Atreida.
- Ekaz - 4. planeta soustavy Alfa Centauri B, pocházejí odtud některé zvláštní produkty jako mlhodřevina (látka, kterou lze tvarovat silou myšlenky), semúta (speciální droga), šťáva safó (která rozšiřuje psychické schopnosti mentatů) atd.
- Giedi Prima - planeta soustavy Ophiuchi B, domovský svět rodu Harkonnenů, planeta s poměrně málo rostlinstvem, ale rozsáhlými městy a továrnami. Po zničení rodu Harkonnenů nechal Gurney Halleck přejmenovat planetu na Gammu a zahájil její ekologickou rekonstrukci. Pak sídlo sesterstva a banky.
- Gináz - planeta, na níž se nacházela nejlepší šermířská škola v Impériu, než byla téměř zničena rodem Moritani.
- Grumman - 2. planeta soustavy Niushe, patřící rodu Moritani, spojenci rodu Harkonnenů. Jediná planeta na které se nachází Vikamy (položivé drahokamy).
- Hagal - 2. planeta soustavy Theta Shaovei, proslulá vývozem vzácných drahokamů.
- Harmonthep - zaniklá planeta soustavy Delta Pavonis. Domov zensuitů.
- Chusúk - 4. planeta soustavy Theta Shalish, produkující balisety a jiné hudební nástroje špičkové kvality.
- Iks - 9. planeta ve hvězdném systému Alkalurops (název odvozen od římské číslice IX), planeta rodu Verniů s významnou strojovou kulturou, která u mnohých obyvatel Impéria vzbuzuje nejistotu, zda neporušuje zákaz o vytváření myslících strojů. V průběhu Předeher k Duně byla ovládnuta Tleilaxany (s imperátorem jako tajným společníkem), než byla za přispění rodu Atreidů dobyta zpět. Dříve součást synchronizovaného světa.
- Kaitan - 3. planeta soustavy Eridani A, po zdevastování Salusy Secundus atomovým útokem se stal sídelní planetou imperiálního dvora.
- Kapitula - jedna z posledních planet Bene Gesseritu, která jim zůstala v době Kapituly: Duna, kdy byla většina ostatních benegesseritských planet zničena Ctěnými matre. Podaří se zde rozběhnout proces tvorby melanže jako na Arrakis, která byla mezitím zničena, a zachránit tak melanž pro budoucí generace.
- Kolhar - planeta, na níž byla v době Služebnického džihádu zahájena konstrukce prvních lodí Kosmické gildy.
- Lampadas - planeta Bene Gesseritu, v době Kapituly: Duna zničena Ctěnými matre.
- Lankiveil - 4. planeta soustavy Beta Herculis, rodu Harkonnenů pomohla znovu dosáhnout bohatství a prestiže díky obchodu s velrybími kůžemi. První planeta na, které se harkonenové uchýlili do exilu.
- Lernaeus - jedna z planet které v Kacířích Duny slouží Bene Gesseritu.
- Parmentier - planeta, která byla během Služebnického džihádu jako první postihnuta retrovirem, který vyvinuly myslící stroje ke zničení lidstva.
- Poritrin - 3. planeta soustavy Epsilon Alangue. V době Služebnického džihádu zde došlo k povstání otroků, jehož obětí se stal mimo jiné učenec Tio Holtzman. Několika otrokům se podařilo s použitím prototypu meziplanetární lodi uprchnout na Arrakis, kde se připojili ke vznikající skupině pouštních lidí, kteří se později nazvou fremeni.
- Riches - 4. planeta soustavy Eridani A s velmi vyvinutou strojovou kulturou, která dlouhá léta představovala konkurenci planetě Iks, ale v době Duny už její technický vývoj stagnuje. V Lovcích Duny zničena Ctěnými matre.
- Rossak - 5. planeta soustavy Alcora Minor, planeta rozsáhlých džunglí, kde se nachází celá řada zvláštních psychotropních látek. V době Služebnického džihádu zde žily čarodějky z Rossaku, ženy nadané telepatickými schopnosti, z nichž později povstalo Sesterstvo Bene Gesserit.
- Salusa Secundus - 3. planeta soustavy Gama Waiping, rodná planeta imperiálního rodu Corrino, původně sídlo imperiálního dvora, po zdevastování planety atomovým útokem je obývaná zmutovanými zvířaty a užívána jako vězeňská planeta pro doživotně odsouzené. Uvržení vězni si zde vytvořili vlastní kulturu, z níž se rekrutují sardaukaři, fanatičtí vojáci padišáha imperátora. V době Dětí Duny se potomci Corrinů pokoušejí rozběhnout proces tvorby koření, který funguje na Arrakis, aby tak zničili monopol Harkonenů na melanž, ovšem neúspěšně.
- Spojka (název z Předeher k Duně Junction, v Kacířích Duny překládáno jako Uzel) - centrální planeta Kosmické gildy, později jedno z hlavních sídel Ctěných matre.
- Tleilax - jediná planeta soustavy Thalim, planeta tajnůstkářských genetických inženýrů, pro cizince téměř nepřístupná. V pátém díle Kacíři Duny byla poničena útokem Ctěných matre a od té doby zde žije jen velmi málo obyvatel.
- Tulapin - tajná planeta nebo soustava planet, které jsou určeny jako azyl pro poražené rody. Její polohu nezná nikdo kromě Kosmické gildy.
- Wallach IX - 9. planeta soustavy Laoujin, hlavní planeta, knihovna, škola Bene Gesseritu. V době Kapituly: Duna byla dobyta Ctěnými matre.
- Země - 3. planeta sluneční soustavy, v době Služebnického džihádu byla součást Synchronizovaných světů (ovládána myslícími stroji). Bylo zde zahájeno povstání proti myslícím strojům, které později přerostlo ve Služebnický džihád. Země byla posléze armádou lidí těžce poničena atovými výbuchy. Později se zřejmě opět stala částečně obyvatelnou, když se zde sešla komise ekumenických vyznavačů, která vytvořila Oranžsko-katolickou bibli.